# Сежпути-Маркі
Сежпути-Маркі (пол. Sierzputy-Marki) — село в Польщі, у гміні Снядово Ломжинського повіту Підляського воєводства.
Населення — 75 осіб (2011).
У 1975-1998 роках село належало до Ломжинського воєводства.

## Демографія
Демографічна структура станом на 31 березня 2011 року:
|          | Загалом | Допрацездатний вік | Працездатний вік | Постпрацездатний вік |
| -------- | ------- | ------------------ | ---------------- | -------------------- |
| Чоловіки | 36      | 5                  | 24               | 7                    |
| Жінки    | 39      | 8                  | 23               | 8                    |
| Разом    | 75      | 13                 | 47               | 15                   |